# Jania adhaerens
Jania adhaerens J.V. Lamouroux, 1816  é o nome botânico de uma espécie de algas vermelhas pluricelulares do gênero Jania.
- São algas marinhas encontradas na Europa, África, Ásia, Américas, Austrália, Ilhas do Atlântico, Caribe, Índico e Pacífico.

## Sinonímia
- Corallina adhaerens (J.V. Lamouroux) Kützing, 1858
- Jania comosa P.L. Crouan & H.M. Crouan, 1865